# King Solomon
King Solomon — студійний альбом американського співака Соломона Берка, випущений 1968 року лейблом Atlantic Records. 

## Опис
Записаний 25 січня 1965–серпень 1967 року. 
У 1966 році сингл «Baby Come On Home» посів 31-е місце в чарті R&B Singles і 96-е місце в Billboard Hot 100. У 1967 році сингл «Detroit City» посів 47-е місце в R&B Singles, а «Keep a Light In The Window (Till I Come Home)» — 15-е місце в R&B Singles і 64-е місце в Billboard Hot 100. 

## Список композицій
1. «It's Been a Change» (Роубак Стейплс)
2. «Take Me (Just as I Am)» (Ден Пенн, Спунер Олдгем)
3. «Time Is a Thief» (Мікі Ньюбері)
4. «Keep a Light in the Window» (Дж.В. Александер)
5. «Baby, Come on Home» (Берт Бернс)
6. «Detroit City» (Ден Ділл, Мел Тілліс)
7. «Someone Is Watching» (Альвертіс Айсбелл, Едді Флойд, Соломон Берк)
8. «Party People» (Дон Ковей)
9. «When She Touches Me (Nothing Else Matters)» (Керолін Варга)
10. «Woman, How Do You Make Me Love You Like You Do» (Чарлз Деррік)
11. «It's Just a Matter of Time» (Брук Бентон, Клайд Отіс)
12. «Presents for Christmas» (Соломон Берк)

## Учасники запису
- Соломон Берк — вокал
- Спунер Олдгем — орган
- Джиммі Джонсон — гітара
- Джо Саут — гітара
- Томмі Когбілл — електричний бас
- Роджер Гокінс — ударні

## Хіт-паради
Сингли
| Рік  | Сингл                                           | Чарт              | Позиція |
| ---- | ----------------------------------------------- | ----------------- | ------- |
| 1966 | «Baby Come On Home»                             | R&B Singles       | 31      |
| 1966 | «Baby Come On Home»                             | Billboard Hot 100 | 96      |
| 1967 | «Keep A Light In The Window (Till I Come Home)» | R&B Singles       | 15      |
| 1967 | «Keep A Light In The Window (Till I Come Home)» | Billboard Hot 100 | 64      |
| 1967 | «Detroit City»                                  | R&B Singles       | 47      |